# شهرستان چوشو
شهرستان چوشو (به لاتین: Qüxü County) یک شهرستان در جمهوری خلق چین است که در لهاسا واقع شده‌است. شهرستان کوشو ۱٬۶۲۴ کیلومتر مربع مساحت و ۳۲٬۱۵۰ نفر جمعیت دارد.